# Abū ol Ḩasanī
Abū ol Ḩasanī (persiska: ابو الحسن, Abū ol Ḩasan) är en ort i Iran.   Den ligger i provinsen Khuzestan, i den centrala delen av landet, 400 km sydväst om huvudstaden Teheran. Abū ol Ḩasanī ligger 921 meter över havet och antalet invånare är 145.
Terrängen runt Abū ol Ḩasanī är huvudsakligen kuperad, men österut är den bergig. Terrängen runt Abū ol Ḩasanī sluttar söderut. Runt Abū ol Ḩasanī är det ganska tätbefolkat, med 104 invånare per kvadratkilometer. Närmaste större samhälle är Chambareh, 13,7 km sydväst om Abū ol Ḩasanī. Omgivningarna runt Abū ol Ḩasanī är i huvudsak ett öppet busklandskap.